# Planheide
Planheide ist ein Wohnplatz im Ortsteil Weichensdorf der Stadt Friedland im Landkreis Oder-Spree (Brandenburg). Der Wohnplatz wurde 1896 als Försterei und Forstarbeiterhaus aufgebaut.

## Lage
Planheide liegt etwa 700 Meter östlich vom Ortskern von Weichensdorf auf der Gemarkung von Weichensdorf. Etwas abgesetzt, ca. 150 Meter südlich vom Forsthaus wurde ein Forstarbeiterhaus errichtet. Planheide ist über die L 43 von Weichensdorf direkt zu erreichen; die L 43 führt weiter nach Groß Muckrow. Der Wohnplatz liegt auf 80 m ü. NHN.

## Geschichte
Der Wohnplatz geht auf ein Förstergehöft zurück, das 1896 für den Förster des Forstreviers Planheide errichtet worden war. Das Forstrevier (oder damals auch Schutzbezirk genannt) Planheide existierte schon wesentlich früher, ebenso die Försterstelle. Der Förster wohnte aber in den benachbarten Orten Weichensdorf, Klein-Briesen oder Groß Briesen. Der Schutzbezirk Planheide war der Oberförsterei Dammendorf in Dammendorf unterstellt. Die Oberförsterei Dammendorf bildete mit ihren Forstschutzbezirken Dammendorf, Chacobsee, Theerofen und Planheide einen eigenen Gutsbezirk, der dem Amtsbezirk 15 des Kreises Lübben zugeordnet war. Amtsvorsteher dieses Bezirks war 1874 der Königliche Oberförster Beermann in der Oberförsterei Dammendorf. Die Oberförsterei Dammendorf war bis zum 1. Weltkrieg der Forstinspektion Lübben untergeordnet, ab 1919 der Preußischen Oberförsterei Lübben.
Heute (2021) hat die Revierförsterei Friedland ihren Sitz in Planheide.

## Förster in Forsthaus Planheide
- 1853, 1854 Forstaufseher Schmidt[3][4]
- 1855 Förster Kuba[5]
- 1866 bis 1870 (Ruhestand) Förster Feist[6][7] 1866: in Weichensdorf, 1868: in Klein-Briesen, 1870: in Groß Briesen![8]
- 1. Juli 1870 Förster Carl Ferdinand Koch[8]
- 1878 Förster Christoph[9]
- die Försterstelle war zum 1. Oktober 1917 neu zu besetzen[10]
- (1920) bis 1934 Revierförster Franz Groger[11][12]
- 1935 bis 1938 Revierförster Thülicke[13][14]
- 1939 bis (1942) Revierförster Hubert Schröder[15][16]